# Distretto di Zastavna
Il distretto di Zastavna (in ucraino Заставнівський район?, Zastavnivs'kyj raion, in romeno Raionul Zastavna) era un distretto dell'Ucraina situato nell'oblast' di Černivci, sulla riva destra del fiume Nistro, in prossimità del confine con la Romania; aveva per capoluogo Zastavna e contava circa 57 000 abitanti. È stato soppresso con la riforma amministrativa del 2020.

## Generalità
Il distretto fu costituito nel 1940 dopo l'occupazione della Bucovina settentrionale da parte dell'Unione Sovietica. Aveva una superficie di 618 km², una popolazione di circa 57 000 abitanti e comprendeva 39 comuni fra i quali Zastavna, una piccola città di circa 8 000 abitanti che era il capoluogo di distretto. Nel censimento generale della popolazione in Ucraina del 2001, più del 99% dei residenti indicarono la loro nazionalità come "ucraina". L'attività economica principale della zona è l'agricoltura. Esistono alcune piccole imprese, le più importanti delle quali sono una raffineria di zucchero e una fabbrica di materiali edili.
Nel distretto erano presenti 22 scuole elementari, 10 scuole medie primarie, un ginnasio, una scuola di musica, una scuola d'arte e 38 biblioteche. Esisteva un ospedale distrettuale con 201 posti letto e due ospedali di zona aventi rispettivamente 25 e 8 posti letto.

## Comuni
| Comuni                        |                 |                 |                 |             |                     |
| Nome                          | Nome            | Nome            | Nome            | Popolazione | Comune              |
| Traslitterazione dall'ucraino | ucraino         | russo           | rumeno          | Popolazione | Comune              |
| Babyn                         | Бабин           | Бабин           | Babin           | 582         | Babyn               |
| Balamutiwka                   | Баламутівка     | Баламутовка     | Balamutca       | 1.786       | Balamutiwka         |
| Bojantschuk                   | Боянчук         | Боянчук         | Bosânceni       | 1.033       | Bojantschuk         |
| Bridok                        | Брідок          | Бродок          | Vadul Nistrului | 475         | Bridok              |
| Chreschtschatyk               | Хрещатик        | Крещатик        | Crişceatec      | 905         | Chreschtschatyk     |
| Dobryniwzi                    | Добринівці      | Добрыновцы      | Dobronăuţi      | 1.528       | Dobryniwzi          |
| Doroschiwzi                   | Дорошівці       | Дорошовцы       | Doroşăuţi       | 1.534       | Doroschiwzi         |
| Horischni Scheriwzi           | Горішні Шерівці | Горишни Шеровцы | Şerăuţii de Sus | 2.793       | Horischni Scheriwzi |
| Horoschiwzi                   | Горошівці       | Горошовцы       | Horoşăuţi       | 1.096       | Horoschiwzi         |
| Jabluniwka                    | Яблунівка       | Яблоневка       | Vrâncenii Noi   | 328         | Werentschanka       |
| Iosipovca                     | Йосипівка       | Иосиповка       | Iosipovca       | 204         | Iosipovca           |
| Jurkiwzi                      | Юрківці         | Юрковцы         | Iurcăuţi        | 1.846       | Jurkiwzi            |
| Kadubiwzi                     | Кадубівці       | Кадубовцы       | Cadobeşti       | 3.285       | Kadubiwzi           |
| Kuliwzi                       | Кулівці         | Кулевцы         | Culeuţi         | 649         | Kuliwzi             |
| Malyj Kutschuriw              | Малий Кучурів   | Малый Кучуров   | Cuciurul Mic    | 1.280       | Malyj Kutschuriw    |
| Mytkiw                        | Митків          | Митков          | Mitcău          | 349         | Mytkiw              |
| Mossoriwka                    | Мосорівка       | Мосоровка       | Mosoreni        | 311         | Mossoriwka          |
| Onut                          | Онут            | Онут            | Onut            | 624         | Onut                |
| Pohoriliwka                   | Погорілівка     | Погореловка     | Pohorlăuţi      | 1.605       | Pohoriliwka         |
| Prylyptsche                   | Прилипче        | Прилипче        | Prelipcea       | 744         | Prylyptsche         |
| Repuschynzi                   | Репужинці       | Репужинцы       | Răpujineţ       | 1.936       | Repuschynzi         |
| Rschawynzi                    | Ржавинці        | Ржавинцы        | Rjavinţi        | 3.079       | Rschawynzi          |
| Rudka                         | Рудка           | Рудка           | Rudca           | 211         | Babyn               |
| Zadubrivka                    | Задубрівка      | Задубровка      | Zadobruvca      | 964         | Sadubriwka          |
| Samuschyn                     | Самушин         | Самушин         | Samuşin         | 382         | Samuschyn           |
| Schubranez                    | Шубранець       | Шубранец        | Şubrăneşti      | 1.787       | Schubranez          |
| Stepaniwka                    | Степанівка      | Степановка      | Ştefăneşti      | 101         | Prylyptsche         |
| Zvenjačchyn                   | Звенячин        | Звенячин        | Zvineace        | 954         | Swenjatschyn        |
| Towtry                        | Товтри          | Товтры          | Tăuteni         | 1.758       | Towtry              |
| Tschornyj Potik               | Чорний Потік    | Черный Поток    | Pârâul Negru    | 556         | Tschornyj Potik     |
| Tschunkiw                     | Чуньків         | Чуньков         | Cincău          | 1.414       | Tschunkiw           |
| Vassyliw                      | Василів         | Васильев        | Vasilău         | 1.229       | Wassyliw            |
| Vaslowiwzi                    | Васловівці      | Васлововцы      | Vaslăuţi        | 1.374       | Waslowiwzi          |
| Verbiwzi                      | Вербівці        | Вербовцы        | Verbăuţi        | 527         | Werbiwzi            |
| Verentschanka                 | Веренчанка      | Веренчанка      | Vrânceni        | 3.701       | Werentschanka       |
| Vikno                         | Вікно           | Окно            | Ocna            | 1.592       | Wikno               |
| Vymuschiw                     | Вимушів         | Вымушев         | Vimuşiv         | 92          | Babyn               |